# Revigliasco d'Asti
Revigliasco d'Asti é uma comuna italiana da região do Piemonte, província de Asti, com cerca de 857 habitantes. Estende-se por uma área de 8 km², tendo uma densidade populacional de 107 hab/km². Faz fronteira com Antignano, Asti, Celle Enomondo, Isola d'Asti.

## Demografia
| Variação demográfica do município entre 1861 e 2011                               |
|                                                                                   |
| Fonte: Istituto Nazionale di Statistica (ISTAT) - Elaboração gráfica da Wikipedia |